# Limba celtiberică
Limba celtiberică este o limbă celtică continentală dispărută, vorbită în regiunile de nord-est ale Peninsulei Iberice, între fluviile Ebru, Duero, Tajo, Júcar și Turia. Este atestată direct prin aproape două sute de inscripții păstrate de la secolul II î.Hr și secolul I î.Hr., cele mai multe în scrisul celtiberic, dar unele și în alfabetul latin. Cel mai important monument al limbii sunt tăblițele de la Botorrita.
Celtiberica aparține limbilor Q-celtice așa cum limbile goidelice, fapt care o deosebește de limba galică, cu care formează totodată ramura comună ă limbilor celtice continentale.